# Верастеги, Эдуардо
Эдуардо Верастеги (исп. Jose Eduardo Verastegui Cordoba) (21 мая 1974, Сьюдад-Манте, Тамаулипас, Мексика) — известный мексиканский и американский актёр, модельер, певец и продюсер. Рост — 184 см.

## Биография
Родился 21 мая 1974 года в Сьюдад-Манте. Являлся солистом музыкальной группы Kairo, а также работал в области моделирования одежды и выпустил одежду под торговой маркой Calvin Clein Underwear. В мексиканском кинематографе дебютировал в 1996 году и с тех пор снялся в 28 работах в кино и телесериалах. Мексиканские телесериалы Моя дорогая Исабель и Страсти по Саломее и американский телесериал Зачарованные оказались наиболее популярными с участием актёра, ибо они были проданы во многие страны мира. В 2000 году был номинирован на премию TVyNovelas, однако он потерпел поражение и не вошёл в тройку призёров.

## Фильмография

### В качестве актёра
1
Малыш (2015)
Little Boy ... Fr. Crispin
2
Толстяк против всех (2015)
Paul Blart: Mall Cop 2 ... Eduardo Furtillo (в титрах: Eduardo Verastegui)
3
Битва за свободу (2012)
For Greater Glory: The True Story of Cristiada ... Anacleto Gonzales Flores
4
Цирк «Бабочка» (2009)
The Butterfly Circus ... Mr. Mendez; короткометражка
5
С ногами в небо (2009)
Con los pies en el cielo
6
Белла (2006)
Bella ... José
7
Встретьте меня в Майами (2005)
Meet Me in Miami ... Eduardo
8
Карен Сиско (сериал, 2003 – 2004)
Karen Sisco ... Tuck Rodriguez
9
В погоне за Папи (2003)
Chasing Papi ... Thomas Fuentes
10
C.S.I.: Место преступления Майами (сериал, 2002 – 2012)
CSI: Miami ... Jarod Parker
11
Страсти по Саломее
Salome ... Eduardo
12
Мятежная душа (сериал, 1999)
Alma rebelde ... Emiliano Hernández
13
Три женщины (сериал, 1999 – 2000)
Tres mujeres ... Ramiro Belmont
14
Свет на пути (сериал, 1998)
Una luz en el camino ... Daniel, (1998)
15
Зачарованные (сериал, 1998 – 2006)
Charmed ... Mr. Right
16
Мечтательницы (сериал, 1998 – 1999)
Soñadoras ... Manuel Jr.
17
Моя дорогая Исабель (сериал, 1996 – ...)
Mi querida Isabel

#### В титрах не указан
18
Jennifer Lopez: Ain't It Funny (видео, 2001)
... Love interest

#### Камео
19
The Blood & the Rose (2013)
... рассказчик, озвучка
20
Сегодня ночью с Платанито (сериал, 2013 – ...)
Noches con Platanito ... гость
21
Rosary Stars (видео, 2009)
23
101 самая сексуальная знаменитость (ТВ, 2005)
101 Sexiest Celebrity Bodies ... Place #24
24
Развлечения сегодня вечером (сериал, 1981 – ...)
Entertainment Tonight

### В качестве продюсера
1
Безымянный проект Дэвида Виктора и Майкла Фассбендера (2015)
Zero ... исполнительный продюсер / продюсер; короткометражка
2
Малыш (2015)
Little Boy ... исполнительный продюсер / продюсер
3
Catch (2014)
... исполнительный продюсер; короткометражка
4
Сын Божий (2014)
Son of God ... исполнительный продюсер: spanish version
5
Crescendo I (2011)
Crescendo I ... исполнительный продюсер; короткометражка
6
С ногами в небо (2009)
Con los pies en el cielo ... ассоциированный продюсер
7
El descubrimiento (2009)
... исполнительный продюсер; короткометражка
8
Белла (2006)
Bella